# Serie A 1971/1972
Soutěžní ročník Serie A 1971/1972 byl 70. ročník nejvyšší italské fotbalové ligy a 40. ročník pod názvem Serie A. Konal se od 3. října 1971 do 28. května 1972 a skončil vítězstvím Juventusu, který vyhrál svůj čtrnáctý titul v klubové historii.
Nejlepším střelcem se stal opět italský hráč Roberto Boninsegna (Inter), který vstřelil 22 branek.

## Události

### Před sezonou
Nováčci soutěže: vítěz 2. ligy Mantova, se vrátila po třech letech, Atalanta po dvou letech a Catanzaro poprvé ve své klubové historii.
Před sezonou se moc velkých přestupu neuskutečnilo a tak obhájce titulu Inter se o velké jména neposílil a ani žádné neztratil. To jejich městský rival Milán přivedl Sabadiniho (Sampdoria) a Bigona (Foggia). Juventus si ponechal trenéra z Československa Vycpálka, trenérovi mládeže, který byl na konci předchozí sezóny narychlo povolán do prvního týmu kvůli předčasné smrti Picchiho.
Další změny byli:Giovanni Trapattoni (Milán → Varese), Nestor Combin (Milán → Méty),
Roberto Anzolin (Atalanta → Vicenza), Nevio Scala (Vicenza → Fiorentina) a
Kurt Hamrin (Neapol → IFK Stockholm).

### Během sezony
Do vedení se dostal hned od začátku sezony Juventus a chvíli i Turín, který v prosinci prohrál v derby a pustil Bianconeri  do vedení a poté se sklub stal zimním mistrem o dva body před Milánem.
Druhá polovina sezóny začala pro Bianconeri špatně, protože se musel obejit o Bettegu, který se musel léčit z tuberkulózy, která hrozila podkopat zbytek jeho kariéry. K lídrovi tabulky se přiblížil Milán, Cagliari a také Turín, který se dostal do vedemí po 26. kole. Rozhodující bylo 27. kolo, když Turín prohrál v Miláně a Juventus uspěl s Interem na jejím hřišti 3:0 (všechny vstřelil Causio). To už do konce sezony Juventus vedení neopustil a mohl tak po 5 letech slavit svůj 14 titul. O jeden bod méně měl Milán s Turínem. Do poháru UEFA postoupil kromě Turína i Cagliari, Inter a díky vítězství Milána v v domácím poháru i Fiorentina.
Prvním jistým sestupujícím bylo Varese. O dalších dvou se rozhodlo v posledním kole. Catanzaro nedokázalo využít porážek Verony a Vicenzi a po roce se vrátil do Serie B. Také další nováček z Mantovy se musel po roce vrátit zpět do Serie B.

## Účastníci
| Klub              | Město     | Stadion                      | Trenér                                                                   | Nejlepší střelec        |
| ----------------- | --------- | ---------------------------- | ------------------------------------------------------------------------ | ----------------------- |
| Atalanta          | Bergamo   | Stadio Comunale              | Giulio Corsini                                                           | Sergio Magistrelli (7)  |
| Boloňa            | Boloňa    | Stadio Comunale              | Edmondo Fabbri (1.–18. kolo) Cesarino Cervellati + Oronzo Pugliese       | Giuseppe Savoldi (11)   |
| Cagliari          | Cagliari  | Stadio Sant'Elia             | Manlio Scopigno                                                          | Luigi Riva (21)         |
| Catanzaro         | Catanzaro | Stadio Comunale              | Gianni Seghedoni                                                         | Alberto Spelta (7)      |
| Fiorentina        | Florencie | Stadio Comunale              | Nils Liedholm                                                            | Sergio Clerici (10)     |
| Inter             | Milán     | Stadio San Siro              | Giovanni Invernizzi                                                      | Roberto Boninsegna (22) |
| Juventus          | Turín     | Stadio Comunale di Torino    | Čestmír Vycpálek                                                         | Pietro Anastasi (11)    |
| Lanerossi Vicenza | Vicenza   | Stadio Romeo Menti           | Umberto Menti                                                            | Mario Maraschi (11)     |
| Mantova           | Mantova   | Stadio Danilo Martelli       | Renato Lucchi (1.–13. kolo) Renzo Uzzecchini                             | Sauro Petrini (6)       |
| Milán             | Milán     | Stadio San Siro              | Nereo Rocco                                                              | Alberto Bigon (14)      |
| Neapol            | Neapol    | Stadio San Paolo             | Giuseppe Chiappella                                                      | José Altafini (8)       |
| Řím               | Řím       | Stadio Olimpico              | Helenio Herrera                                                          | Gianfranco Zigoni (7)   |
| Sampdoria         | Janov     | Stadio Luigi Ferraris        | Heriberto Herrera                                                        | Ermanno Cristin (5)     |
| Turín             | Turín     | Stadio Comunale di Torino    | Gustavo Giagnoni                                                         | Gianni Bui (9)          |
| Varese            | Varese    | Stadio Franco Ossola         | Sergio Brighenti (1.–6. kolo) Giancarlo Cadé (7.–16. kolo) Pietro Maroso | Carlo Petrini (5)       |
| Verona            | Verona    | Stadio Marcantonio Bentegodi | Ugo Pozzan                                                               | Angelo Orazi (7)        |

## Tabulka
| Poř. | Tým               | Z  | V  | R  | P  | VG | OG | B  |
| ---- | ----------------- | -- | -- | -- | -- | -- | -- | -- |
| 1.   | Juventus          | 30 | 17 | 9  | 4  | 48 | 24 | 43 |
| 2.   | Milán             | 30 | 16 | 10 | 4  | 36 | 17 | 42 |
| 3.   | Turín             | 30 | 17 | 8  | 5  | 39 | 25 | 42 |
| 4.   | Cagliari          | 30 | 15 | 9  | 6  | 39 | 23 | 39 |
| 5.   | Inter             | 30 | 13 | 10 | 7  | 49 | 28 | 36 |
| 6.   | Fiorentina        | 30 | 12 | 12 | 6  | 28 | 20 | 36 |
| 7.   | Řím               | 30 | 13 | 9  | 8  | 37 | 31 | 35 |
| 8.   | Neapol            | 30 | 6  | 16 | 8  | 27 | 31 | 28 |
| 9.   | Sampdoria         | 30 | 8  | 12 | 10 | 23 | 28 | 28 |
| 10.  | Atalanta          | 30 | 9  | 8  | 13 | 21 | 26 | 26 |
| 11.  | Boloňa            | 30 | 7  | 11 | 12 | 28 | 36 | 25 |
| 12.  | Lanerossi Vicenza | 30 | 8  | 7  | 15 | 30 | 43 | 23 |
| 13.  | Verona            | 30 | 4  | 14 | 12 | 21 | 36 | 22 |
| 14.  | Mantova           | 30 | 6  | 9  | 15 | 23 | 39 | 21 |
| 15.  | Catanzaro         | 30 | 3  | 15 | 12 | 17 | 34 | 21 |
| 16.  | Varese            | 30 | 1  | 11 | 18 | 17 | 42 | 13 |

Poznámky
- Z = Odehrané zápasy; V = Vítězství; R = Remízy; P = Prohry; VG = Vstřelené góly; OG = Obdržené góly; B = Body
- za výhru 2 body, za remízu 1 bod, za prohru 0 bodů.
- při rovnosti bodů rozhodovalo skóre.

|  | Mistr ligy a přímý postup do poháru PMEZ 1972/73 |
|  | Přímý postup do poháru PVP 1972/73               |
|  | Přímý postup do poháru UEFA 1972/73              |
|  | Sestup do Serie B                                |

## Statistiky

### Výsledková tabulka
|            | Atalanta | Boloňa | Cagliari | Catanzaro | Fiorentina | Inter | Juventus | L. Vicenza | Mantova | Milán | Neapol | Řím | Sampdoria | Turín | Varese | Verona |
| ---------- | -------- | ------ | -------- | --------- | ---------- | ----- | -------- | ---------- | ------- | ----- | ------ | --- | --------- | ----- | ------ | ------ |
| Atalanta   | –        | 0:0    | 2:1      | 1:0       | 3:1        | 1:0   | 0:0      | 1:3        | 2:0     | 0:1   | 3:1    | 1:1 | 0:0       | 0:0   | 1:0    | 0:0    |
| Boloňa     | 1:1      | –      | 2:1      | 2:1       | 1:1        | 0:3   | 1:2      | 2:1        | 1:1     | 0:2   | 2:2    | 2:2 | 1:0       | 2:3   | 1:0    | 1:0    |
| Cagliari   | 2:0      | 2:1    | –        | 0:0       | 0:0        | 2:1   | 2:1      | 3:0        | 1:0     | 2:1   | 2:1    | 1:0 | 3:1       | 1:2   | 1:1    | 3:1    |
| Catanzaro  | 1:1      | 1:0    | 2:2      | –         | 0:2        | 0:2   | 1:0      | 1:1        | 1:1     | 0:0   | 0:0    | 1:1 | 1:0       | 1:3   | 1:1    | 0:0    |
| Fiorentina | 2:0      | 2:1    | 0:1      | 1:0       | –          | 0:0   | 1:1      | 2:1        | 0:1     | 2:0   | 2:1    | 2:0 | 0:0       | 1:1   | 1:0    | 2:1    |
| Inter      | 2:0      | 1:1    | 0:0      | 1:0       | 1:1        | –     | 0:0      | 2:1        | 2:0     | 2:3   | 2:0    | 2:2 | 4:4       | 2:0   | 2:0    | 4:1    |
| Juventus   | 1:0      | 2:1    | 2:1      | 4:2       | 1:0        | 3:0   | –        | 2:0        | 2:1     | 1:1   | 2:2    | 2:1 | 3:1       | 2:1   | 1:0    | 4:0    |
| L. Vicenza | 1:0      | 2:3    | 0:1      | 2:0       | 0:1        | 0:4   | 1:3      | –          | 1:0     | 0:2   | 6:2    | 0:1 | 1:0       | 0:0   | 0:4    | 2:1    |
| Mantova    | 1:0      | 1:1    | 2:1      | 1:1       | 1:2        | 1:6   | 1:1      | 0:1        | –       | 0:0   | 0:0    | 0:2 | 1:2       | 1:2   | 2:2    | 1:0    |
| Milán      | 1:0      | 1:0    | 0:0      | 1:0       | 2:0        | 1:1   | 1:4      | 1:1        | 0:1     | –     | 3:0    | 3:0 | 0:0       | 1:0   | 3:1    | 2:0    |
| Neapol     | 2:1      | 0:0    | 0:0      | 0:0       | 0:0        | 0:0   | 1:1      | 1:1        | 1:0     | 0:0   | –      | 4:0 | 0:0       | 1:1   | 3:0    | 1:1    |
| Řím        | 1:0      | 1:0    | 2:2      | 4:0       | 0:0        | 3:1   | 1:1      | 1:0        | 3:1     | 1:2   | 1:0    | –   | 1:0       | 3:1   | 0:0    | 1:0    |
| Sampdoria  | 1:0      | 2:1    | 0:0      | 1:1       | 0:0        | 0:0   | 0:0      | 1:1        | 0:0     | 0:2   | 1:2    | 1:0 | –         | 2:1   | 2:0    | 1:0    |
| Turín      | 1:0      | 1:0    | 1:0      | 1:0       | 2:1        | 2:1   | 2:1      | 2:1        | 1:0     | 0:0   | 1:0    | 2:0 | 2:0       | –     | 2:0    | 2:2    |
| Varese     | 0:1      | 0:0    | 0:2      | 1:1       | 1:1        | 0:3   | 0:1      | 0:0        | 2:4     | 0:1   | 0:1    | 1:3 | 0:1       | 2:2   | –      | 0:0    |
| Verona     | 1:2      | 0:0    | 0:2      | 0:0       | 0:0        | 2:0   | 1:0      | 2:2        | 1:0     | 1:1   | 1:1    | 1:1 | 3:2       | 0:0   | 1:1    | –      |

### Střelecká listina
| Pořadí | Jméno              | Klub              | Branky |
| ------ | ------------------ | ----------------- | ------ |
| 1.     | Roberto Boninsegna | Inter             | 22     |
| 2.     | Luigi Riva         | Cagliari          | 21     |
| 3.     | Alberto Bigon      | Milán             | 14     |
| 4.     | Pietro Anastasi    | Juventus          | 11     |
| 4.     | Mario Maraschi     | Lanerossi Vicenza | 11     |
| 4.     | Giuseppe Savoldi   | Boloňa            | 11     |
| 7.     | Roberto Bettega    | Juventus          | 10     |
| 7.     | Sergio Clerici     | Fiorentina        | 10     |
| 9.     | Gianni Bui         | Turín             | 9      |
| 9.     | Fabio Capello      | Juventus          | 9      |

## Vítěz
| Serie A Vítěz pro rok 1971/72 |
| ----------------------------- |
| Juventus FC                   |
|                               |